# Paul Geerts

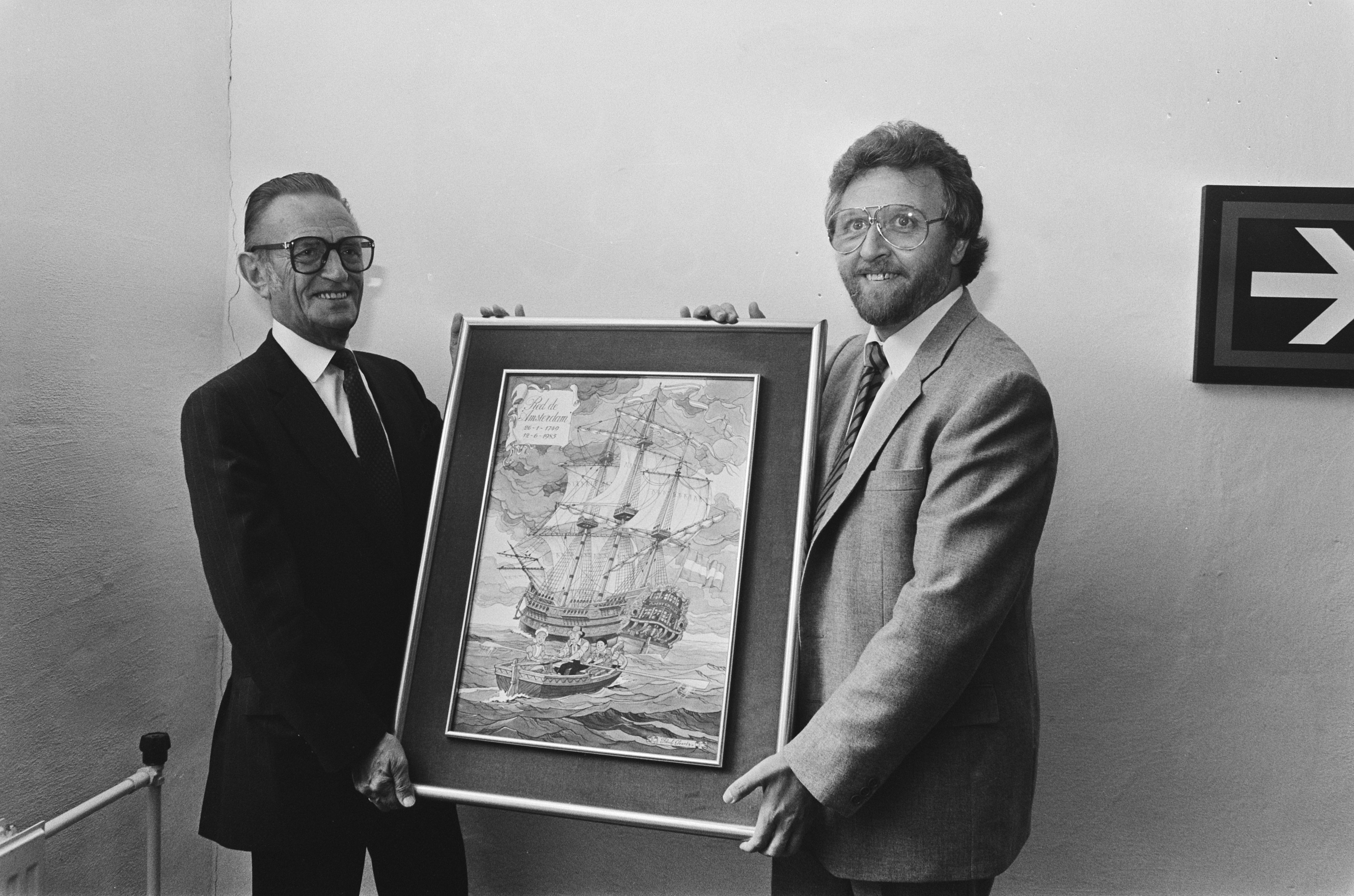
Vandersteen en Geerts bij de presentatie van Angst op de "Amsterdam"

Paul Geerts (Turnhout, 16 mei 1937) is een Vlaams stripauteur. Hij is vooral bekend van de stripreeks Suske en Wiske, waarvan hij van 1972 tot en met 2002 de hoofdscenarist en -tekenaar was. Hij was hierin de eerste opvolger van Willy Vandersteen.

## Beginjaren
Enkele jaren na zijn geboorte verhuisden Geerts' ouders met Paul naar Antwerpen, omdat in Turnhout weinig werk te vinden was. Al vroeg werd duidelijk dat Geerts van tekenen hield; hij kreeg hierdoor al snel tekenlessen van zijn vader. Op zijn zevende ging Geerts naar een parochieschool en werd hij lid van de jeugdbeweging Chiro. Vanwege zijn hoge cijfers schreven zijn ouders hem na zijn eerste jaar in bij het Sint-Eligiusinstituut. Na een tijdje begon het studeren hem hier tegen te staan, wat zijn ouders merkten. Zij meldden hem hierop, na stevig overleg, aan bij de Koninklijke Academie voor Schone Kunsten. Na drie en een half jaar tekenlessen te volgen maakte hij de overstap naar de schildersklas. De schildersmaterialen waren echter zó duur, dat zijn vader de kosten niet kon betalen. Hierop besloot Geerts te stoppen met de academie en te gaan solliciteren met de ervaring die hij had.
Op zijn zestiende ging Geerts in militaire dienst, waarna hij diverse baantjes vond. Zo tekende hij de strips De Chirowietjes en De melkweglopers, die halverwege de jaren 60 verschenen in de Chirobladen Lente en Trouw. Halverwege 1967 besloot hij om zonder afspraak, met een zelfgetekend stripverhaal, langs te gaan bij Willy Vandersteen om zo hier eventueel zijn droombaan te kunnen krijgen. Vandersteen stemde in, waarop Geerts begin 1968 aan de slag ging Studio Vandersteen, een tekenteam van destijds 26 mensen.

## Suske en Wiske

### Hoofdtekenaar
In 1971, nadat hij drie jaar in het tekenteam gewerkt had, vatte Paul Geerts het idee op om een eigen stripverhaal te schrijven voor het Duits weekblad Stern. Vandersteen, die van diens toekomstplannen gehoord had, vroeg hem hierop of hij Suske en Wiske later van hem zou willen overnemen. Geerts stemde toe: in 1972 schreef hij zelf het scenario voor het nieuwe Suske en Wiske-verhaal De gekke gokker, dat werd goedgekeurd.
Aanvankelijk werd Geerts nog vrij nauwlettend in de gaten gehouden door zijn voorganger. Gaandeweg werd zijn inbreng en verantwoordelijkheid steeds groter en kregen zijn verhalen een eigen stijl.

### Bijzonderheden met betrekking tot verhalen
- Geerts' eerste bijdrage aan de Suske en Wiske-reeks was het inktwerk van het album De charmante koffiepot.
- Zijn eerste volledig zelfgemaakt verhaal was De gekke gokker.
- In De 7 schaken eerde hij zijn voorganger Willy Vandersteen. In dit verhaal komt een geheimzinnige hypnotiseur voor; aan het eind blijkt dat Geerts zelf te zijn.
- In De verdwenen verteller werd de inmiddels gestopte Geerts zelf geëerd door zijn opvolger Marc Verhaegen. Ook in De krasse kroko komt Geerts als cameo voor.
- In De drakenprinter komt Geerts voor. Hij heeft in dit verhaal telefonisch contact met Lambik over hoe hij Jerom kan helpen om van zijn angst af te komen. Ook geeft hij in dit verhaal in plaats van Wiske de knipoog aan het eind van het verhaal.

## Pensioen
In 2002 ging Geerts met pensioen. Op 16 december 2002 werd hij geridderd tot Ridder in de Orde van de Nederlandse Leeuw.
In oktober 2005 verscheen er een biografie over het leven en werk van Paul Geerts. In deze biografie verscheen ook een nieuw stripverhaal van Geerts, getiteld De hemelboom (geen Suske en Wiske-verhaal). Dit verhaal verscheen op 15 juli 2006 op het Stripfestival Middelkerke in albumvorm. Er is tevens een luxe uitvoering van verschenen.

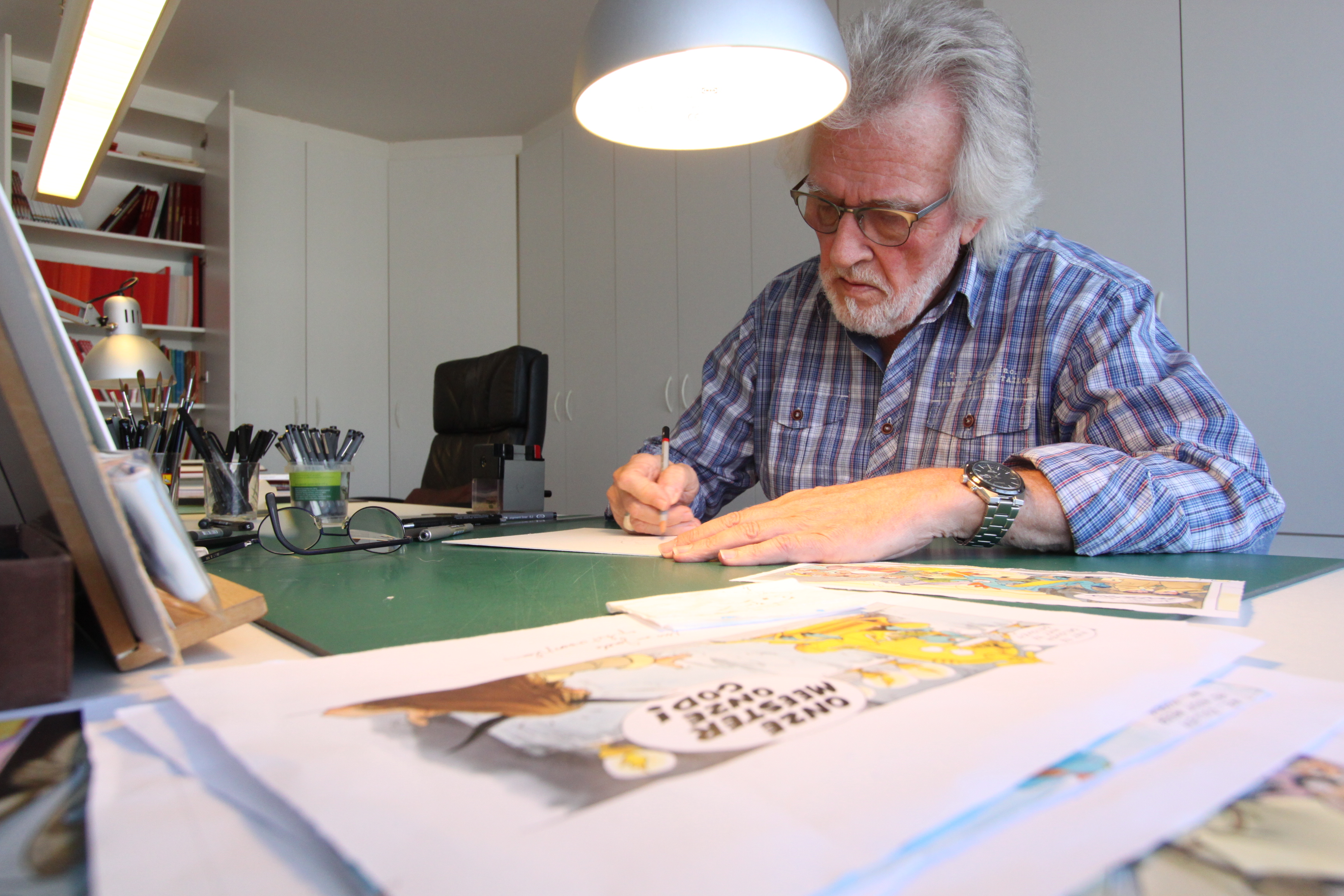
Paul Geerts in zijn werkkamer in maart van 2019 tijdens opnames van De Perfecte Podcast

In 2006 won Geerts de Stripvos, een prijs voor personen of instellingen die met hun activiteiten van grote betekenis zijn of zijn geweest voor de Vlaamse stripwereld, uitgereikt door het Vlaamse Onafhankelijke Stripgilde. De prijs werd op 28 oktober van dat jaar uitgereikt tijdens de gala-avond van het stripgilde.
Na zijn carrière bij Studio Vandersteen is Geerts weer gaan schilderen, zoals hij voor zijn loopbaan als stripauteur ook had gedaan. Verder is hij een reeks begonnen over twee Vietnamese kinderen, Mo en Jade, die samen met het draakje Plakapong avonturen beleven in Zuidoost-Azië. 

## De Perfecte Podcast
Voor een podcastreeks over Suske en Wiske neemt Geerts in maart 2019 uitgebreid de tijd om zijn levensverhaal op te nemen in De Perfecte Podcast. Hij vertelt hierin uitgebreid over zijn jaren bij Studio Vandersteen, zijn vriendschap en samenwerking met Willy Vandersteen en ook hoe hij zijn leermeester als gast in Mies Bouwmans 'In De Hoofdrol' wist te krijgen.

## Hommage-album
In oktober van 2019 werd bekend dat hij samen met zijn voormalige inkter Eric de Rop voor één keer weer een Suske en Wiske getekend heeft. Dit hommage-album, 'De Preutse Prinses', stond gepland voor publicatie in maart van 2020 ter gelegenheid van het 75-jarig jubileum van de stripreeks. Door de uitbraak van het coronavirus is de release echter verplaatst en werd het zonder feestelijkheden uitgebracht op 20 mei van dat jaar. Ook Geerts' aanwezigheid op de fandag van De Fameuze Fanclub op 29 maart van dat jaar in de Blokhoeve in Nieuwegein kwam te vervallen, aangezien dat evenement eveneens werd afgelast.

## Lijst vanSuske en Wiske-verhalen
Deze lijst toont een titeloverzicht van verhalen waar Paul Geerts aan heeft geschreven en/of getekend, met tussen haakjes het jaar van eerste publicatie. Een eventueel cijfer voor de titel is het cijfer waaronder het verhaal is uitgebracht in de Vierkleurenreeks.
- 106. De charmante koffiepot (1969)
- 108. Twee toffe totems (1970)
- 117. De toornige tjiftjaf (1970)
- 122. De kale kapper (1970)
- 128. Het brommende brons (1971)
- 130. De steensnoepers (1971)
- 135. De gekke gokker (1971)
- 139. De boze boomzalver (1972)
- 143. De malle mergpijp (1972)
- 147. De poppenpakker (1973)
- 152. De bevende Baobab (1973)
- 149. De gladde glipper (1973)
- 151. Het ros Bazhaar (1973)
- 188. De snoezige Snowijt (1973)
- 153. De nare varaan (1974)
- 191. De vergeten vallei (1974)
- 155. De poezelige poes (1974)
- 156. Beminde Barabas (1974)
- 157. De mollige meivis (1974)
- Toffe Tiko (1975)
- 158. De vinnige Viking (1975)
- 163. De vlijtige vlinder (1975)
- 193. Hippus het zeeveulen (1975)
- 160. De bokkige bombardon (1975)
- 159. De minilotten van Kokonera (1975)
- 162. De gouden locomotief (1975)
- De vliegende klomp (1975)
- 161. De blinkende boemerang (1976)
- 167. De zingende kaars (1976)
- 172. Het laatste dwaallicht (1976)
- 164. De raap van Rubens (1976)
- 193. Het verborgen volk (1976)
- 166. De maffe maniak (1976)
- 184. De regenboogprinses (1976)
- 179. De windbrekers (1976)
- 165. De sputterende spuiter (1976)
- 168. De Efteling-elfjes (1977)
- 170. De olijke olifant (1977)
- De lollige lakens (1977)
- 169. De amoureuze amazone (1977)
- 171. Walli de walvis (1978)
- Het monster van Loch Ness (1978)
- 173. Het drijvende dorp (1978)
- Het geheim van de Kalmthoutse heide (1978)
- 175. De kadulle Cupido (1978)
- 174. Het statige standbeeld (1978)
- 176. De pompenplanters (1979)
- De witte gems (1979)
- 177. De adellijke ark (1979)
- 180. Het kregelige ketje (1979)
- 178. De stoute steenezel (1979)
- 181. De perenprins (1980)
- 182. De koperen knullen (1980)
- 185. De botte botaknol (1980)
- 183. De toffe tamboer (1980)
- 186. De rosse reus (1981)
- De stenen broden (1981)
- 187. De droevige duif (1981)
- 190. De woelige wadden (1981)
- De zilveren appels (1981)
- 189. De belhamel-bende (1982)
- De blijde broodeters (1982)
- 192. Het Bretoense broertje
- Het onbekende eiland (1982)
- 196. De natte Navajo (1982)
- 194. De gouden ganzeveer (1982)
- Een bij voor jou en mij (1982)
- 195. De hippe heksen (1983)
- Sprookjesnacht aan zee (1983)
- 197. Het Delta-duel (1983)
- 199. De tamme tumi (1983)
- 198. De lieve Lilleham (1983)
- 200. Amoris van Amoras (1984)
- De bevende berken (1984)
- 201. Het dreigende dinges (1984)
- 205. De kattige kat (1984)
- 202. Angst op de "Amsterdam" (1984)
- 204. De mooie millirem (1985)
- 206. De bonkige baarden (1985)
- 209. De kwaaie kwieten (1985)
- 207. De glanzende gletsjer (1986)
- 208. De hellegathonden (1986)
- 210. De jolige joffer (1986)
- 213. De eenzame eenhoorn (1986)
- 214. De parel in de lotusbloem (1987)
- 211. De woeste wespen (1987)
- 212. De edele elfen (1987)
- 215. De Krimson-crisis (1987)
- 218. De krachtige krans (1987)
- De dappere duinduikers (1988)
- 217. De komieke Coco (1988)
- 219. De speelgoedspiegel (1988)
- 223. De kleurenkladder (1989)
- 220. Sagarmatha (1989)
- 222. De bezeten bezitter (1989)
- 221. De rinoramp (1989)
- 224. De kleine postruiter (1989)
- 227. Het witte wief (1990)
- 225. De goalgetter (1990)
- 226. De mysterieuze mijn (1990)
- 228. Het wondere Wolfje (1990)
- 231. De scherpe schorpioen (1991)
- 229. Tazuur en Tazijn (1991)
- 230. Lambik Baba (1991)
- 232. De tootootjes (1991)
- 233. De klinkende klokken (1992)
- 234. Het kristallen kasteel (1992)
- 236. De gulden harpoen (1992)
- 237. De snikkende sirene (1993)
- 241. Het Aruba-dossier (1993)
- 242. Tokapua Toraja (1994)
- 244. De begeerde berg (1994)
- 245. De 7 schaken (1994)
- 248. Robotkop (1995)
- 250. Het grote gat (1995)
- 251. De verraderlijke Vinson (1996)
- 252. Volle maan (1996)
- 254. Tex en Terry (1996)
- 255. De mompelende mummie (1997)
- 256. De vogels der goden (1997)
- 258. De gevederde slang (1997)
- 259. Amber (1997)
- 257. De rebelse Reinaert (1998)
- 261. Het berenbeklag (1998)
- 260. De bonte bollen (1998)
- 262. Het enge eiland (1998)
- 264. Jeanne Panne (1999)
- 267. Lilli Natal (2000)
- Het machtige monopoly (2001)
- De olijke opruimers (2001)
- De preutse prinses (2020)